# لرد (خواننده)
الا ماریا لانی یلیچ-اوکانر (انگلیسی: Ella Marija Lani Yelich-O'Connor؛ زادهٔ ۷ نوامبر ۱۹۹۶) که به‌طور حرفه‌ای با نام لرد (انگلیسی: Lorde) شناخته می‌شود، خواننده و ترانه‌نویس نیوزیلندی است. او در انتخاب نام هنری خود، از آریستوکراسی الهام گرفت، و برای به کار بردن سبک‌های موسیقایی غیرمتعارف و ترانه‌سرایی درون‌گرایانه مشهور است. 
لرد در اوایل نوجوانی به موسیقی علاقه نشان داد. او در سال ۲۰۰۹ قراردادی با گروه موسیقی یونیورسال (یوام‌جی) بست و در سال ۲۰۱۱ با تهیه‌کنندهٔ موسیقی، جوئل لیتل برای ضبط موسیقی همکاری کرد. نتیجهٔ تلاش آن‌ها آلبومی چندآهنگه (ئی‌پی) تحت عنوان ئی‌پی کلاب عشق بود که ابتدا در سال ۲۰۱۲ به صورت ناشر مؤلف برای دانلود رایگان در ساوندکلاود در دسترس قرار گرفت و در سال ۲۰۱۳ یوام‌جی آن را به صورت تجاری منتشر کرد. این ئی‌پی با تک‌آهنگ پرفروش «سلطنتی‌ها» همراه بود که لرد برای آن به شهرت دست یافت.
نخستین آلبوم استودیویی لرد، قهرمان محض (۲۰۱۳) به موفقیت تجاری و هنری دست یافت. سال بعد، او موسیقی متنِ فیلم بازی‌های گرسنگی: زاغ مقلد – بخش ۱ را گردآوری و برای آن چندین قطعه شامل «شراره‌های زرد آتش» ضبط کرد. آلبوم بعدی او، ملودراما (۲۰۱۷)، با تحسین گسترده‌ای از سوی منتقدان مواجه شد و به صدر جدول بیلبورد ۲۰۰ ایالات متحده رسید. او در آلبوم سولار پاور (۲۰۲۱)، سبک‌های ایندی فولک و سایکدلیک را تجربه کرد که بازخوردهای متضادی از سوی منتقدان و شنوندگان دریافت کرد. لرد در چهارمین آلبوم استودیویی خود، باکره (۲۰۲۵)، با موزیسین جیم-ئی استک همکاری کرد و به موسیقی پاپ الکترونیک بازگشت که با استقبال مثبت منتقدان همراه شد.
افتخارات لرد شامل دو جایزهٔ گرمی، دو جایزهٔ بریت و یک نامزدی در مراسم گلدن گلوب می‌شود. نام لرد در فهرست تأثیرگذارترین نوجوانان مجلهٔ تایم در سال‌های ۲۰۱۳ و ۲۰۱۴ و همچنین ۳۰ شخص زیر ۳۰ سال فوربز در سال ۲۰۱۴ قرار گرفت. علاوه بر فعالیت‌های انفرادی، لرد در ترانه‌سرایی برای هنرمندان دیگری همچون برودز و بلیچرز نیز همکاری داشته‌است.

## زندگی و حرفه

### ۱۹۹۶–۲۰۰۹: اوایل زندگی

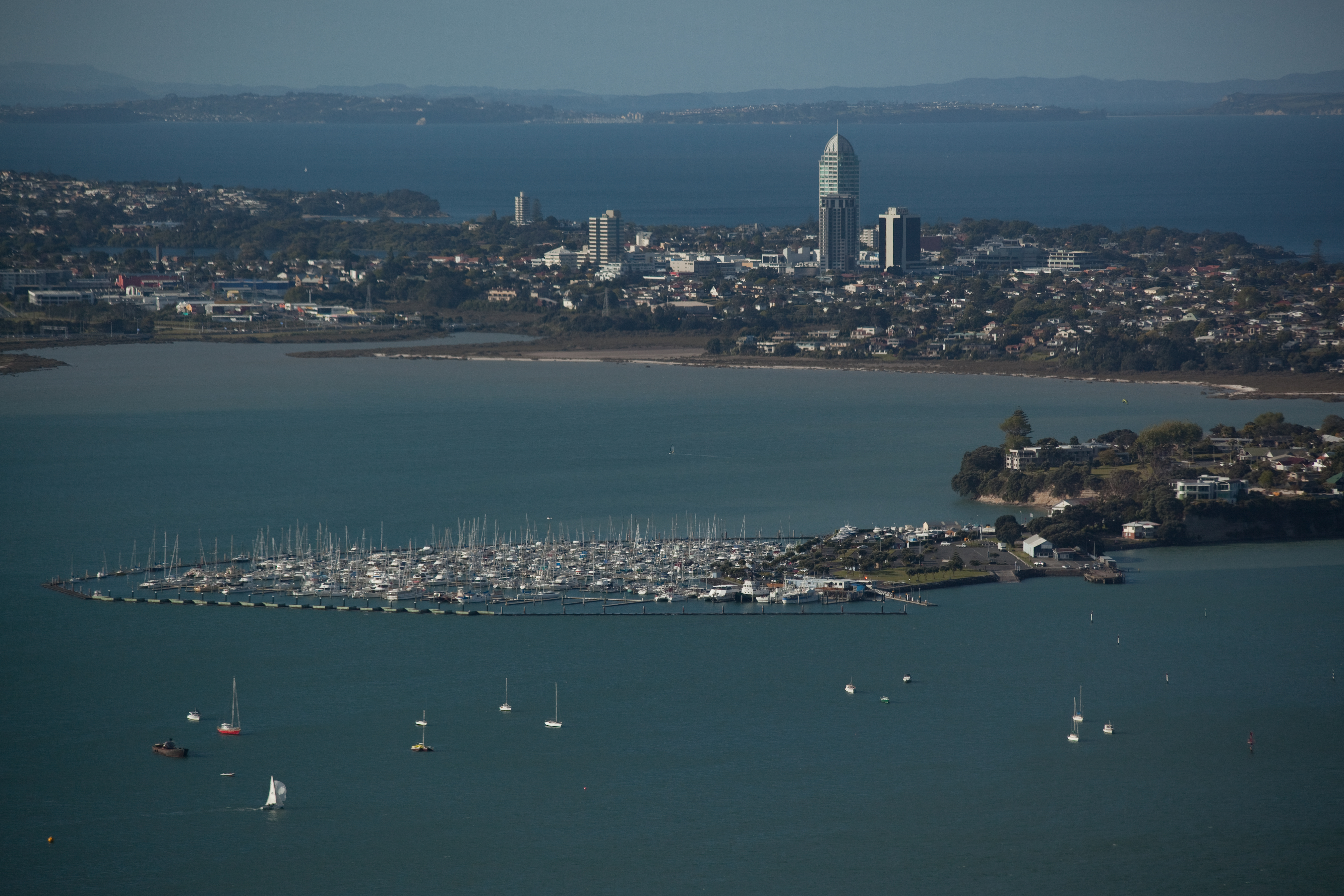
بیسواتر، نیوزیلند، حومهٔ شهری که لرد در آن بزرگ شد.

الا ماریا لانی یلیچ-اوکانر در ۷ نوامبر ۱۹۹۶ در تاکاپونا (یکی از حومه شهرهای اوکلند) به دنیا آمد. مادرش، سونیا یلیچ شاعر و پدرش، ویک اوکانر مهندس امور شهری است. مادرش از مهاجران کرواتی‌تبار بود که در منطقهٔ دالماسی به دنیا آمد، در حالی که پدرش اصالت ایرلندی دارد. آن‌ها پس از ۳۰ سال رابطه، نامزدی‌شان را در سال ۲۰۱۴ اعلام و در سال ۲۰۱۷ در مراسم خصوصی در ساحل چلتنهام ازدواج کردند. لرد دارای شهروندی دوگانهٔ نیوزیلند و کرواسی است.
لرد دومین فرزند از چهار فرزند است: او یک خواهر بزرگتر به‌نام جری، یک خواهر کوچکتر به‌نام ایندیا و یک برادر کوچکتر به‌نام آنجلو دارد. آنها در حومهٔ نورث شور اوکلند در دوونپورت و بیسواتر بزرگ شدند. او در پنج سالگی به یک گروه نمایشی پیوست و مهارت‌هایش در سخنرانی عمومی را توسعه داد. مادرش او را تشویق کرد که طیفی از ژانرها را بخواند که لرد از آن‌ها به‌عنوان تأثیر غنایی بر خود یاد کرد. به بیان دقیق‌تر، او از رمان ویران‌شهری فید اثر ام. تی. اندرسون و نیز از مؤلفان جی. دی. سلینجر، ریموند کارور و جنت فریم به‌عنوان تأثیرگذار بر ترانه‌سرایی خود یاد کرده‌است.
پس از پیشنهادی از سوی آموزگار مدرسه، مادرش از لرد خواست تا تست‌های توانایی‌های شناختی وودکاک-جانسون را برای تعیین هوش خود انجام دهد. نتایج نشان می‌داد که لردِ ۶ ساله، کودک تیزهوشی بود. او برای مدت کوتاهی در مرکز جورج پارکین، سازمانی که برای آموزش تیزهوشان بود، ثبت نام کرد. با این حال، مادرش با استناد به نگرانی‌های رشد اجتماعی، نام‌نویسی او را لغو کرد. لرد در کودکی به مدرسهٔ واکسهال و سپس در اوایل دورهٔ نوجوانی به مدرسۀ بلمونت اینترمدیت رفت. در حالی که لرد در واکسهال حضور داشت، او در سال‌های ۲۰۰۶ و ۲۰۰۷ در مسابقات گفتار مدارس ابتدایی نورث شور که رقابتی ملی بود، به ترتیب سوم و اول شد. لرد و تیمش از مدرسهٔ بلمونت در سال ۲۰۰۹ در فینال جهانی مسابقهٔ کیدز لیت کوئیز (مسابقهٔ جهانی ادبیات برای دانش‌آموزان ۱۰ تا ۱۴ ساله) به‌عنوان نایب قهرمان انتخاب شدند.

### ۲۰۰۹–۲۰۱۱: آغاز به کار
در مهٔ ۲۰۰۹، لرد و دوستش لوئیس مک‌دونالد به‌عنوان گروه دو نفره در شوی استعدادیابی سالیانهٔ مدرسهٔ بلمونت اینترمدیت برنده شدند. در آگوست همان سال، لرد و مک‌دونالد به‌عنوان مهمان در برنامهٔ بعد از ظهر جیم مورا در رادیو نیوزیلند حضور یافتند. آن‌ها در این برنامه بازخوانی ترانه‌های «ماما دو (اوه اوه، اوه اوه)» اثر پیکسی لات و «از کسی استفاده کن» اثر کینگز آو لئون را اجرا کردند. سپس پدر مک‌دونالد ضبط‌های فرزندش از دوئت‌های بازخوانی «ماما دو» و «راه وارویک» اثر دافی را برای اسکات مک‌لاکلن، مدیر اجرایی استعدادیاب هنرمندان گروه موسیقی یونیورسال (یوام‌جی) فرستاد. مک‌لاکلن مدتی بعد به‌منظور پیشرفت لرد، برایش قراردادی در یوام‌جی اخذ کرد.

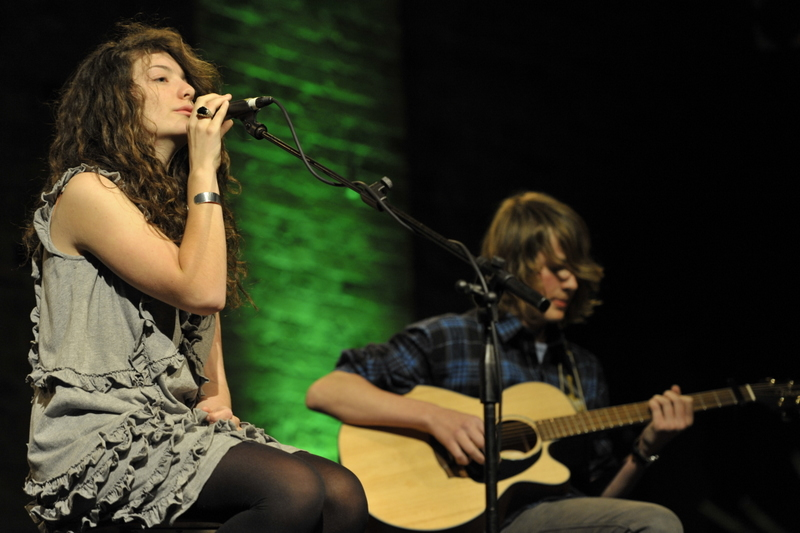
لرد هنگام اجرا در تئاتر ویکتوریا در سال ۲۰۱۰

همچنین لرد بخشی از گروه موسیقی مدرسه بلمونت اینترمدیت، یعنی اکستریم بود؛ این گروه در مراحل نهایی مسابقات بهترین گروه که نوامبر ۲۰۰۹ در تاکاپونا، آوکلند برگزار شد، در رتبهٔ سوم قرار گرفت. در سال ۲۰۱۰، لرد و مک‌دونالد گروهی دو نفره به‌نام «الا و لوئیس» تشکیل دادند و به‌طور منظم بازخوانی‌هایی را به‌صورت زنده در مکان‌های محلی، از جمله کافه‌های آوکلند و تئاتر ویکتوریا در دوونپورت اجرا کردند. در سال ۲۰۱۱، یوام‌جی مربی آواز، فرانسیس دیکینسون، را استخدام کرد تا به‌مدت یک سال دو بار در هفته به او آموزش آواز خواندن بدهد. در طول این مدت، مک‌لاکلن تلاش کرد لرد را با چند تهیه‌کننده و ترانه‌سرای مختلف هم‌یار کند، اما کوشش او موفقیتی نداشت. هنگامی که لرد شروع به نوشتن ترانه کرد، یادگرفت که چطور با خواندن داستان‌های کوتاه «کلمات را کنار هم بگذارد».
لرد ترانه‌های اصلی خود را برای اولین بار در نوامبر ۲۰۱۱ در تئاتر ویکتوریا اجرا کرد. در دسامبر همان سال، مک‌لاکلن لرد را با جوئل لیتل، ترانه‌سرا، تهیه‌کنندهٔ موسیقی و خوانندهٔ سابق گودنایت نورس جفت و جور کرد. این زوج پنج ترانه را برای یک آلبوم چندآهنگه (ئی‌پی) در استودیوی گلدن ایج لیتل در مورنینگساید، آوکلند ضبط کردند و در عرض سه هفته به پایان رسید. در حالی که لرد روی حرفه موسیقی خود کار می‌کرد، او از سال ۲۰۱۰ تا ۲۰۱۳ به مدرسهٔ گرامر تاکاپونا رفت و سال ۱۲ را به پایان رساند. او بعدتر در سال ۲۰۱۴ به‌منظور شرکت در سال ۱۳ تمایلی به بازگشت به تحصیل نداشت.

### ۲۰۱۲–۲۰۱۵:قهرمان محض
هنگامی که لرد و لیتل نخستین تلاش مشارکتی خود، یعنی ئی‌پی کلاب عشق، را به پایان رساندند، مک‌لاکلن آن را به‌عنوان «قطعهٔ مؤثر موسیقی» تشویق کرد اما نگران این بود که آیا این ئی‌پی بتواند منفعت ببرد زیرا لرد در آن زمان ناشناخته بود. در نوامبر ۲۰۱۲، لرد این ئی‌پی را از طریق حساب ساوندکلاود خود برای دانلود رایگان منتشر کرد. یوام‌جی به صورت تجاری ئی‌پی کلاب عشق را در مارس ۲۰۱۳ پس از ۶۰٫۰۰۰ بار دانلود منتشر کرد که نشان داد لرد طیف وسیعی از مخاطبان را به خود جذب کرده بود. این ئی‌پی در نیوزیلند و استرالیا در رتبه دوم قرار گرفت. تک‌آهنگ این ئی‌پی، یعنی «سلطنتی‌ها»، با موفقیتی تجاری و هنری مواجه شد و بالغ بر ۱۰ میلیون نسخه در سراسر جهان به فروش رساند. موفقیت این تک‌آهنگ باعث شد تا لرد به شهرت جهانی برسد. این تک‌آهنگ به صدر جدول بیلبورد هات ۱۰۰ رسید و لردِ ۱۶ ساله به جوان‌ترین هنرمندی تبدیل شد که از زمان تیفانی درویش در سال ۱۹۸۷ موفق به کسب تک‌آهنگ شماره یک در ایالات متحده شد. همچنین از انجمن صنعت ضبط موسیقی آمریکا گواهی‌نامهٔ الماس دریافت کرد. این قطعه در مراسم گرمی برندهٔ جوایز بهترین اجرای پاپ تک‌نفره و ترانه سال شد. از اواخر ۲۰۱۳ تا اوایل ۲۰۱۶، لرد با جیمز لو، عکاس نیوزیلندی، در رابطه بود.

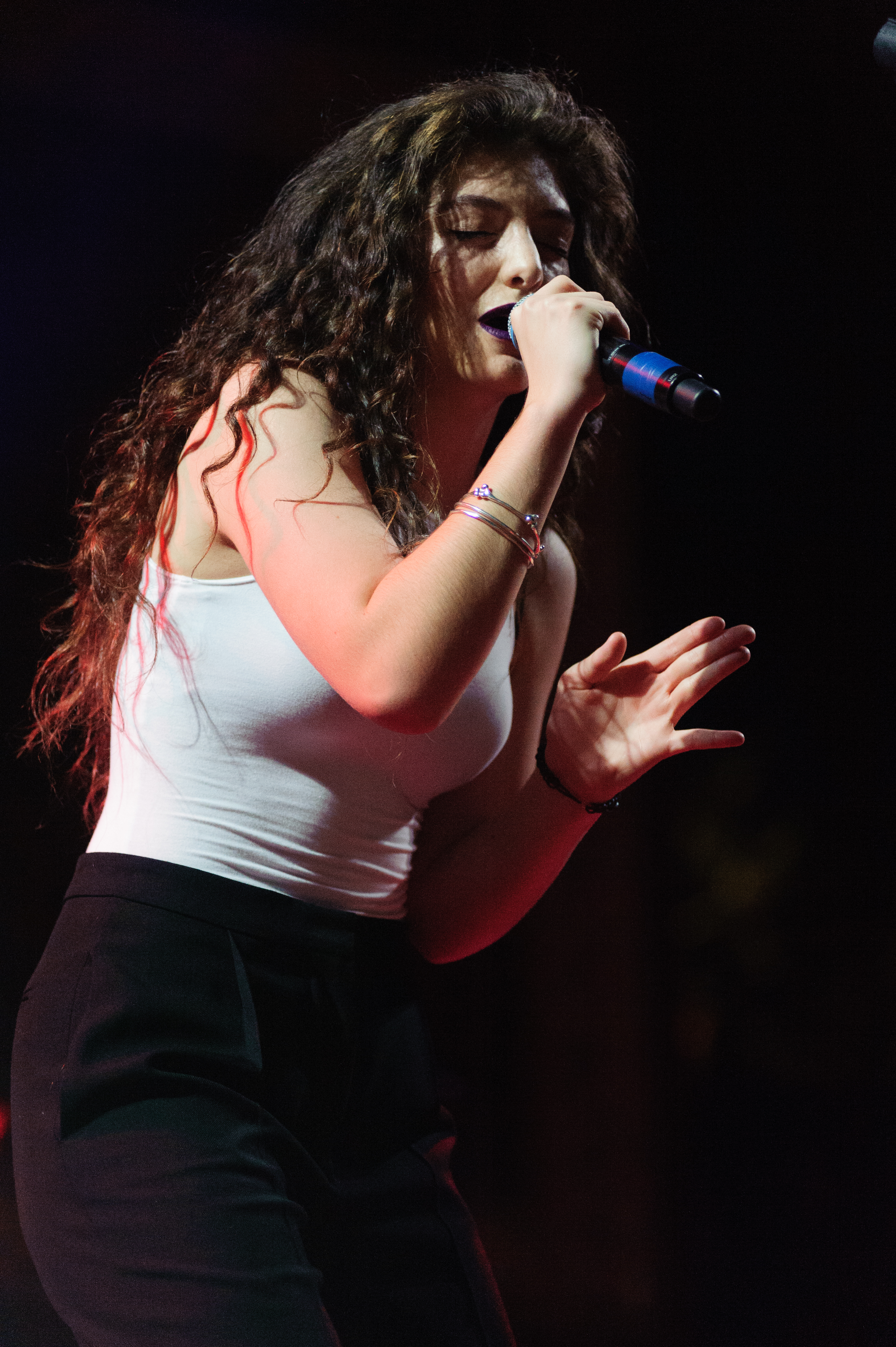
لرد هنگام اجرا در جشنوارهٔ کواچلا سال ۲۰۱۴

آلبوم استودیویی آغاز به کارِ لرد، قهرمان محض (حاوی تک‌آهنگ «سلطنتی‌ها») در سپتامبر ۲۰۱۳ منتشر شد که مورد تحسین منتقدان قرار گرفت؛ این آلبوم در چندین فهرست پایان سال از بهترین آلبوم‌ها ظاهر شد. این آلبوم بابت به تصویر کشیدن ناامیدی نوجوانان حومه شهری و نقد فرهنگ جریان اصلی مورد توجه قرار گرفت. در ایالات متحده، این آلبوم در فوریهٔ ۲۰۱۴ بیش از یک میلیون نسخه فروخت و نخستین آلبوم یک هنرمند زن پس از آلبوم سال ۲۰۰۸ ادل یعنی ۱۹ بود که به این رکورد دست یافت. قهرمان محض نامزد دریافت جایزهٔ گرمی بهترین آلبوم آواز پاپ شد و تا مهٔ ۲۰۱۷ چهار میلیون نسخه در سراسر جهان فروخته بود. سه تک‌آهنگ دیگر از این آلبوم منتشر شد: «زمین تنیس» در نیوزیلند به رتبهٔ یک رسید، در حالی که «تیم» در رتبه ششم جدول ایالات متحده قرار گرفت، و «شکوه و خون» منحصراً به رادیوی ایالات متحده فرستاده شد.
در نوامبر ۲۰۱۳، لرد پس از جنگ تعیین قیمت بین شرکت‌ها، شامل سونی میوزیک انترتینمنت و ناشر خودش یعنی یوام‌جی، قراردادی نشر با انتشارات سانگز میوزیک امضا کرد که ارزش آن ۲٫۵ میلیون دلار آمریکا گزارش شد. این توافق به ناشر این حق را می‌داد که مجوز موسیقی لرد را برای فیلم و تبلیغات بدهد. بعداً در همان ماه، لرد برای موسیقی متن فیلم سال ۲۰۱۳ بازی‌های گرسنگی: اشتعال ترانهٔ سال ۱۹۸۵ تی‌یرز فور فی‌یرز یعنی «همه می‌خواهند بر جهان حکومت کنند» را بازخوانی کرد. مجلهٔ تایم نام او را در فهرست تاثیرگذارترین نوجوانان جهان در سال‌های ۲۰۱۳ و ۲۰۱۴ قرار داد. همچنین فوربز او را در نسخهٔ سال ۲۰۱۴ از ۳۰ شخص زیر ۳۰ سال قرار داد؛ او جوان‌ترین فردی بود که نامش در این فهرست به نمایش درآمد. بیلبورد او را در فهرست ۲۱تای زیر ۲۱ سال خود در سال‌های ۲۰۱۳، ۲۰۱۴، و ۲۰۱۵ معرفی کرد.
در میانهٔ نخست سال ۲۰۱۴، لرد در چند جشنوارهٔ موسیقی، شامل جشنوارهٔ لین‌وی در سیدنی، سه نسخهٔ آمریکای جنوبی از لالوپالوزا — شیلی، آرژانتین و برزیل — و جشنوارهٔ کواچلا در کالیفرنیا اجرا کرد. او سپس تور کنسرتی بین‌المللی را آغاز کرد که در اوایل سال ۲۰۱۴ در آمریکای شمالی آغاز شد. لرد در میان فعالیت‌های انفرادی‌اش، به اعضای بازمانده نیروانا پیوست تا در مراسم معارفهٔ این گروه در تالار مشاهیر راک اند رول در آوریل ۲۰۱۴ «سراپا عذرخواهی» را اجرا کنند. اعضای گروه، کریست ناواسلیک و دیو گرول بیان کردند که لرد را انتخاب کردند زیرا ترانه‌های او نمایانگر فلسفهٔ «زیبایی‌شناسی نیروانا» برای اشعار هوشمندانهٔ آنان بود. لرد همچنین سرپرستی موسیقی متن فیلم بازی‌های گرسنگی: زاغ مقلد – بخش ۱ (۲۰۱۴) را بر عهده داشت و بر گردآوری محتوای آلبوم و همچنین ضبط چهار ترانه شامل تک‌آهنگ آغازین آن «شراره‌های زرد آتش» نظارت داشت. لرد برای ضبط این تک‌آهنگ نامزد دریافت جایزهٔ گلدن گلوب بهترین ترانه غیراقتباسی شد. بعدتر در همان سال، او در ترانهٔ «آهن‌رباها» از گروه دونفره الکترونیکی بریتانیایی دیسکلوژر حضور داشت.

### ۲۰۱۶–۲۰۲۰:ملودراما
در ژانویهٔ ۲۰۱۶، لرد به هرن بی (حومهٔ شهری مرفه در اوکلند) نقل مکان کرد. در جوایز بریت فوریه همان سال، لرد و آخرین گروه برگزاری تور دیوید بویی، اجرای تجلیلی برای ترانهٔ ۱۹۷۱ بویی، یعنی «زندگی در مریخ» داشتند. پیانیست مایک گارسون که عضو طولانی‌مدت گروه بویی بود، بیان کرد که خانواده و مدیر برنامهٔ بویی لرد را انتخاب کردند زیرا بویی او را تحسین می‌کرد و عقیده داشت که لرد «آیندهٔ موسیقی» بود. بعدتر در همان سال، لرد مشترکاً ترانهٔ «خطوط قلب» را برای گروه موسیقی دونفرهٔ نیوزیلندی برودز در آلبوم سال ۲۰۱۶ آن‌ها، هوشیار، نوشت.

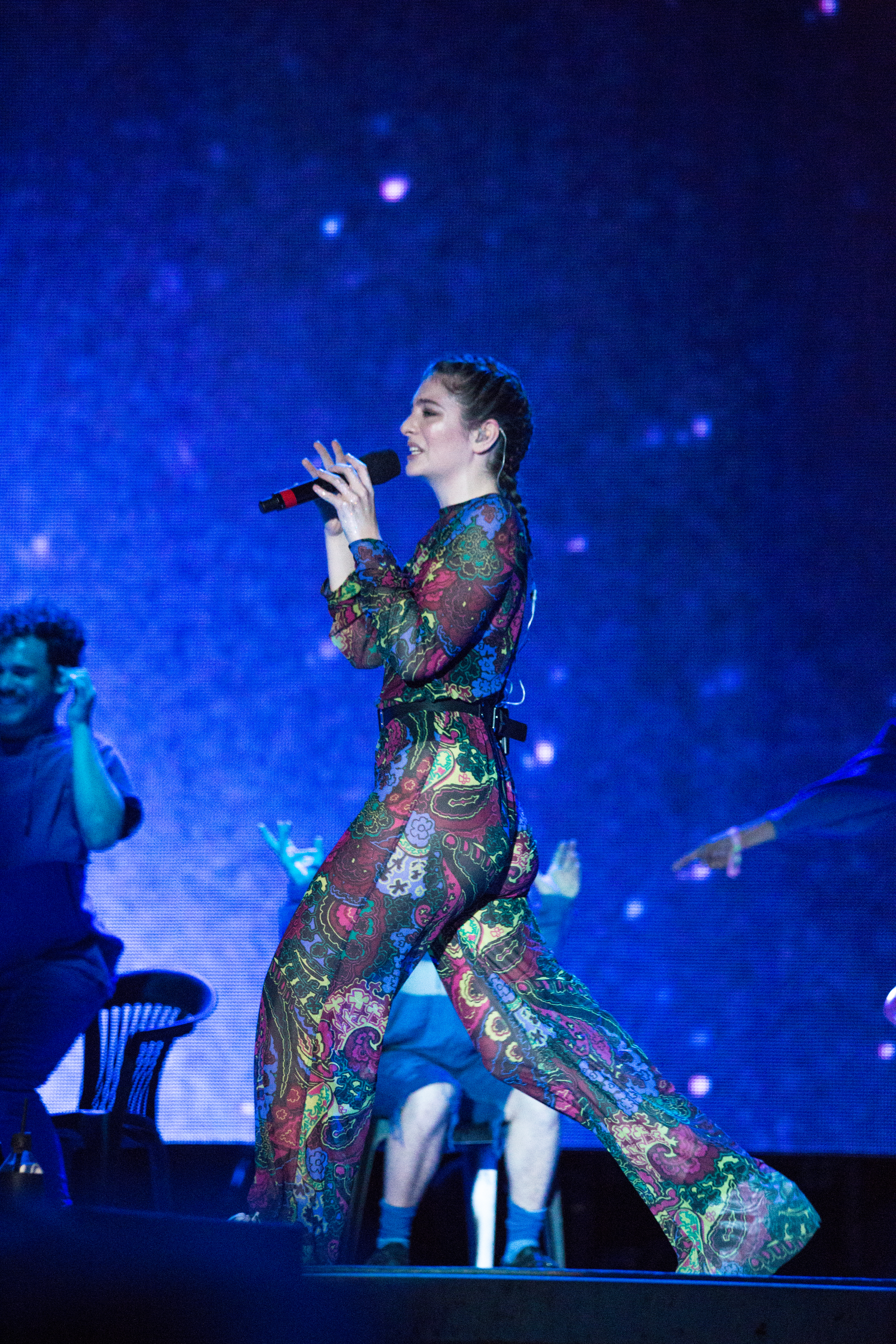
لرد هنگام اجرا در ژوئن ۲۰۱۷

«چراغ سبز» — تک‌آهنگ آغازین دومین آلبوم استودیویی لرد، ملودراما — در مارس ۲۰۱۷ منتشر شد که با تحسین منتقدان همراه بود. چند نشریه آن را به‌عنوان یکی از بهترین ترانه‌های سال رتبه‌بندی کردند؛ ان‌ام‌ئی و گاردین «چراغ سبز» را در صدر جایگاهِ فهرست مرتبطٔ خود قرار دادند. این ترانه موفقیت تجاری نسبتاً متوسطی کسب کرد، به صدر جدول نیوزیلند، رتبهٔ چهارم جدول استرالیا و رتبهٔ نهم کانادا رسید. بعدتر در همان ماه، او ترانهٔ «پول نگیر» از گروه موسیقی ایندی پاپ آمریکایی بلیچرز را مشترکاً نوشت و به‌عنوان آواز پس‌زمینهٔ در آن حضور داشت. این ترانه برگرفته از آلبوم سال ۲۰۱۷ آن‌ها، یعنی اکنون از دست رفته بود.
در ملودراما، ترانه‌نویسی لرد شاهد پیشرفت هنری در رابطه با موضوعات درون‌گرایی و پس از جدایی بود. این آلبوم در ژوئن ۲۰۱۷ با ستایش گستردهٔ منتقدان منتشر شد؛ متاکریتیک در فهرست خود از آثار به‌خوبی نقدشدهٔ سال ۲۰۱۷ بر اساس گنجانیدن در فهرست‌های پایان سال نشریات، آن را پس از لعنتِ کندریک لامار در رتبه دوم قرار داد. این آلبوم به صدر جدول ایالات متحده، استرالیا، کانادا و نیوزیلند رسید و نخستین آلبوم او بود که در رتبهٔ نخست بیلبورد ۲۰۰ ایالات متحده قرار گرفت. این آلبوم در شصتمین مراسم جایزه گرمی نامزد دریافت جایزهٔ آلبوم سال شد. دو تک‌آهنگ دیگر از آلبوم منتشر شدند: «مکان‌های خوب» و ریمیکسی از «دینامیت دست‌ساز» با حضور خالید، پست مالون و سیزا.
برای پشتیبانی از ملودراما، لرد شروع به برگزاری تور کنسرتی بین‌المللی کرد. نخستین قسمت آن در اواخر سال ۲۰۱۷ در اروپا برگزار شد و خالید به‌عنوان هنرمند مکمل در آن حضور داشت. او بعداً قسمت آمریکای شمالی را اعلام کرد که در مارس ۲۰۱۸ برگزار شد و ران د جولز، میتسکی و توو استایرک به‌عنوان هنرمندان افتتاحیه در آن اجرا کردند. جنجالی سیاسی در دسامبر ۲۰۱۷ رخ داد که لرد کنسرت برنامه‌ریزی‌شدهٔ ژوئن ۲۰۱۸ خود در اسرائیل را به‌دنبال کمپین آنلاین فعالان همبستگی فلسطین که از بایکوت، عدم سرمایه‌گذاری و تحریم اسرائیل حمایت می‌کردند، لغو کرد. در حالی که لرد به صراحت دلایل خود را برای لغو اعلام نکرد، او اعلام کرد که از آشفتگی سیاسی آن‌جا بی‌اطلاع بوده و «تصمیم درست در حال حاضر لغو است». گروه‌های طرفدار فلسطین از تصمیم او استقبال کردند، در حالی که گروه‌های طرفدار اسرائیل از لغو این اجرا انتقاد داشتند. مجلهٔ بیلبورد نام لرد را در نسخهٔ سال ۲۰۱۷ از ۲۱تای زیر ۲۱ سال خود گنجاند. فوربز نیز او را در فهرست ۳۰تای زیر ۳۰ سال آسیایی خود قرار داد.

### ۲۰۲۱–اکنون:سولار پاوروباکره
در ۲۵ مهٔ ۲۰۲۱، اعلام شد که لرد به‌عنوان یکی از اجراکنندگان اصلی جشنوارهٔ پریماورا ساند در ژوئن ۲۰۲۲ حضور خواهد داشت؛ این نخستین اجرای زندهٔ او پس از بیش از دو سال بود. در ۷ ژوئن، او تصویری با عنوان «سولار پاور» و پیام «در ۲۰۲۱ می‌آید ... صبر یک فضیلت است» در وب‌سایت خود منتشر کرد. تک‌آهنگ «سولار پاور» در ۱۰ ژوئن ۲۰۲۱ به‌عنوان تک‌آهنگ اصلی سومین آلبوم استودیویی او به همین نام منتشر شد که در ۲۰ اوت عرضه گردید و نقدهای متفاوتی دریافت کرد. لرد بعدتر واکنش‌ها به این آلبوم را «بسیار گیج‌کننده» و «دردناک» توصیف کرد. تک‌آهنگ‌های «نشئه در سالن ناخن» و «مود رینگ» به‌ترتیب در ۲۱ ژوئیه و ۱۷ اوت به‌عنوان دومین و سومین تک‌آهنگ آلبوم منتشر شدند.

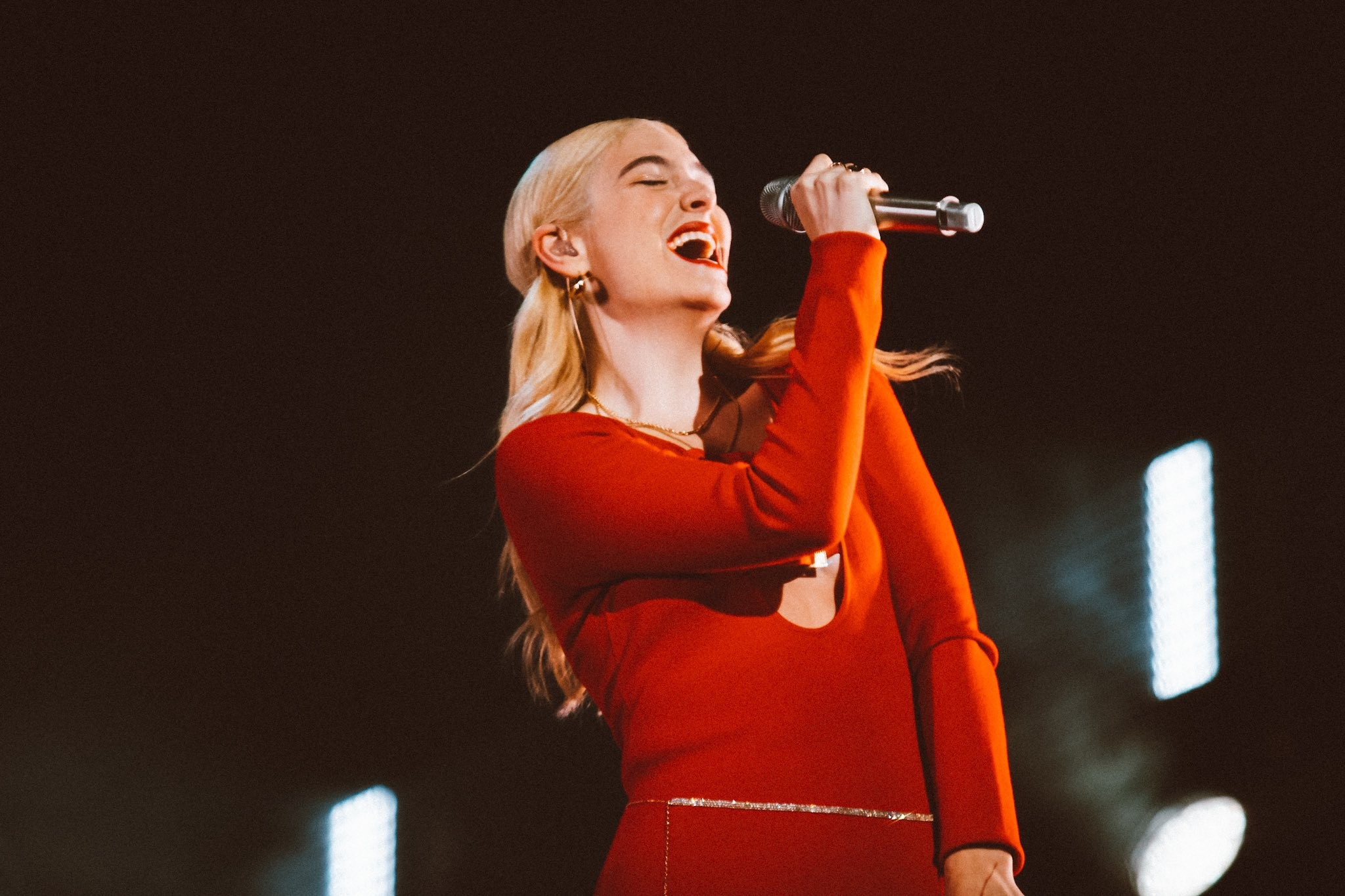
لرد در حال اجرای تور سولار پاور در پریماورا ساند در سائو پائولو ، نوامبر ۲۰۲۲

لرد در ۹ سپتامبر ۲۰۲۱ مینی‌آلبوم تِه آئو ماراما را به‌عنوان مکمل سولار پاور منتشر کرد. این اثر به‌طور کامل به زبان مائوری اجرا شده و توسط هانا مررایها ترجمه گردید. از دیگر مترجمان می‌توان به سِر تیموتی کارتو و هِمی کلی اشاره کرد. این پروژه به سرپرستی دِیم هینه‌وهی موهی انجام شد. تمام درآمدهای این آلبوم به دو خیریهٔ نیوزیلندی شامل جنگل و پرنده و Te Hua Kawariki اختصاص یافت. در اوت ۲۰۲۳، لرد در فستیوال بوردمستر در کورن‌وال، انگلستان، دو قطعهٔ جدید با نام‌های «ماه خاکستری» و «جوهر نامرئی» را برای نخستین‌بار اجرا کرد.
در اوایل ۲۰۲۴، لرد از طریق چند پست مبهم در اینستاگرام شروع به اشاره به چهارمین آلبوم استودیویی خود کرد؛ برخی از این پست‌ها با حضور تهیه‌کنندهٔ بریتانیایی، دِو هاینز، همراه بود. در مارس، او بازخوانی قطعهٔ «مرا به رودخانه ببر» اثر تاکینگ هدز را به‌عنوان سومین تک‌آهنگ آلبوم گردهمایی ای۲۴ منتشر کرد. در ژوئن همان سال، لرد در ریمیکس قطعهٔ «دختر، سردرگم کنندست» اثر چارلی ایکس‌سی‌ایکس همکاری کرد و این قطعه را در کنسرت مدیسن اسکوئر گاردنِ چارلی و سپس در جشنوارهٔ کوچلا ۲۰۲۵ اجرا کردند. این ریمیکس جایزهٔ «تک‌آهنگ سال» جوایز موسیقی آئوتاروا را دریافت کرد. در سپتامبر ۲۰۲۴، جنیفر کنوفل، نایب‌رئیس اجرایی شرکت انتشارات موسیقی یونیورسال، تأیید کرد که لرد در همان سال با این ناشر قرارداد امضا کرده است و ریمیکس مذکور نخستین انتشار او به‌عنوان ترانه‌سرا تحت این شرکت بود.
در آوریل ۲۰۲۵، لرد حساب اینستاگرامش را پاک کرد و قطعه‌ای کوتاه در تیک‌تاک منتشر کرد که بعداً مشخص شد «اون چی بود؟»، نخستین تک‌آهنگ انفرادی او پس از سولار پاور است. چهارمین آلبوم استودیویی لرد با نام باکره در ژوئن ۲۰۲۵ منتشر شد. این آلبوم با ترکیبی از دنس‌پاپ و سینث‌پاپ، بازگشتی به سبک‌های اولیهٔ کاری او به‌شمار می‌رفت. باکره در جدول‌های رسمی استرالیا، اتریش، بلژیک (فلاندر)، نیوزیلند، اسکاتلند و بریتانیا در رتبهٔ نخست قرار گرفت. لرد نخستین هنرمند نیوزیلندی شد که به‌طور هم‌زمان شش قطعه از او در جدول موسیقی نیوزلند قرار گرفت. پیش از انتشار آلبوم، دو تک‌آهنگ «مرد سال» و «چکش» منتشر شدند. در روز انتشار آلبوم، لرد به‌طور غیرمنتظره مجموعه را به‌صورت کامل در فستیوال گلستونبری اجرا کرد.
برای تبلیغ باکره، لرد چهارمین تور جهانی خود با نام تور جهانی اولتراسوند را اعلام کرد که شامل اجراهایی در سالن‌های بزرگ آمریکای شمالی، اروپا و اقیانوسیه خواهد بود.

## سبک هنری

### تأثیرات
لرد با شنیدن آثار موسیقی‌دانان جاز و سول آمریکایی، یعنی بیلی هالیدی، سم کوک، اتا جیمز و اوتیس ردینگ بزرگ شد که موسیقی آن‌ها را نیز تحسین می‌کرد. او همچنین در سال‌های اولیهٔ زندگی، موسیقی مورد علاقهٔ والدینش از قبیل کت استیونز، نیل یانگ و فلیتوود مک را گوش می‌داد. در طول ساخت قهرمان محض، لرد به تأثیر گرفتن از تهیه‌کنندگان موسیقی الکترونیک شامل اس‌بی‌تی‌آرکی‌تی، گرایمز، و سلیگ بلز اشاره کرد که تحت تأثیر آوازشان قرار گرفت. لرد همچنین گفته‌است که از هویت‌های در ابتدا پنهان بوریال و د ویکند الهام گرفته‌است. سایر منابع الهام شامل گریس جونز، جیمز بلیک، یی‌سایر، انیمال کالکتیو، بون ایور، اسمیتز، آرکید فایر، لوری اندرسون، کانیه وست، پرینس، و دیوید بویی می‌شود.
از نظر اشعاری، لرد از مادرش که شاعر است، به‌عنوان تأثیر اصلی در ترانه‌سرایی خود یاد کرد. او همچنین از چندین مؤلف شامل کرت وانه‌گت، ریموند کارور، ولز تاور، توبیاس وولف، کلر وای واتکینز، سیلویا پلات، والت ویتمن و تی. اس. الیوت نام برد که برای اشعار از آن‌ها الهام گرفت و اساساً به ساختار بیان نظر آن‌ها اشاره کرد. لرد هنگامی که دومین آلبوم خود ملودراما را می‌نوشت، از سبک‌های ملودیک انواع موسیقی دانان از قبیل فیل کالینز، دان هنلی، ریانا، فلورنس اند د مشین، تام پتی، جونی میچل، لئونارد کوهن و روبین الهام گرفت. در طول فرایند ضبط مذکور، لرد اظهار داشت که آلبوم سال ۲۰۱۶ فرانک اوشن، یعنی بلوند، الهام‌بخش او برای اجتناب از «ساختارهای ترانهٔ سنتی» بود. او مکرراً هنگام سوار شدن بر مترو در شهر نیویورک و سوار شدن بر تاکسی در راه بازگشت به خانه از مهمانی‌ها در زادگاهش اوکلند، به آلبوم سال ۱۹۸۶ پل سایمون تحت عنوان گریسلند گوش می‌داد. او از داستان کوتاه علمی تخیلی سال ۱۹۵۰، یعنی «باران‌های ملایم خواهد آمد» نوشتهٔ ری بردبری به‌عنوان الهام بخش بسیاری از داستان ملودراما یاد کرد و آن را به واقعیت‌های خودش که با آن مواجه بود ربط داد.

### سبک موسیقی و ترانه‌سرایی
لرد برای آوای پاپ خلافِ عرف و سبک ترانه‌سرایی خویشتن‌نگرانه مورد توجه است. در مصاحبهٔ سال ۲۰۱۷ با ان‌ام‌ئی، او اعلام کرد «به ماندن در مسیر ژانر خودم فکر نمی‌کنم». استیون تامس ارلوین در آل‌میوزیک سبک او را اساساً الکتروپاپ توصیف کرد. از سوی دیگر محقق تونی میچل او را خوانندهٔ آلت-پاپ شناسایی کرد. به‌دنبال انتشار قهرمان محض، منتقدان معاصر موسیقی او را الکتروپاپ، آرت پاپ، دریم پاپ، ایندی پاپ، و ایندی الکترو، با تأثیراتی از  هیپ هاپ توصیف کردند. ملودراما شاهد تغییر از سبک مینیمالیستی مبتنی بر هیپ هاپِ قهرمان محض و نیز دربرگیرندهٔ سازهای پیانو و بیت‌های الکترونیکی ماکسیمالیست بود.
لرد از گسترهٔ صوتی کنترآلتو برخوردار است. پیش از ملودراما، لرد فقط آواز می‌خواند و آلات موسیقی را بر روی موسیقی یا در صحنه نمی‌نواخت؛ او گفت «صدای [من] باید تمرکز داشته باشد. فضای آواز من واقعاً مهم است». پاپ‌مترز آواز لرد را «بی‌نظیر و بسیار جذاب» و بیلبورد آن را «پویا، گرفته و کنترل‌شده» توصیف کرد. اما برای تور جهانی ملودراما، او در برخی از اجراها، روی صحنه نوعی سمپلر و زیلوفون می‌نواخت. بلافاصله پس از پایان تور، لرد گفت که شروع به یادگیری نواختن پیانو کرده‌است. وایس بیان کرد که ترانه‌های او حالت میکسولیدین در خود جای داده‌است؛ یعنی ساختاری ملودیک که در موسیقی «مبتنی بر بلوز و آلترناتیو راک» استفاده می‌شود و ترانه‌های او را از آثار موسیقی پاپ متمایز می‌کند زیرا آکورد ماژور یا مینور معمولی ندارند.
لرد در مورد روند ترانه‌سرایی خود توضیح داد که اساس ترانه‌های او با اشعار شروع می‌شود. این اشعار برخی اوقات می‌تواند از یک کلمه منحصر به فرد به معنای خلاصه کردن ایده خاصی نشات گرفته باشد که او سعی کرده‌است آن را شناسایی کند. لرد برای «زمین تنیس» موسیقی را پیش از متن آن نوشت. او گفت که ترانه‌سرایی قهرمان محض از دیدگاه یک بیننده شکل گرفته‌است. به همین شیوه، لرد در مصاحبه‌ای با ان‌ام‌ئی اذعان کرد که در نخستین آلبومش از کلمات خاصی استفاده کرد. در حالی که در آلبوم بعدی، یعنی ملودراما تغییری به روایت اول‌شخص ارائه و اشعار خویشتن‌نگرانه‌تری با الهام از مبارزات شخصی لرد پس از جدایی و دیدگاه‌های مربوط به بلوغ پسانوجوانی به کار گرفت. کرومستزیای وضعیت عصب‌شناختی لرد بر ترانه‌نویسی او در این آلبوم تأثیر گذاشت؛ این وضعیت باعث شد که او رنگ‌ها را بر اساس تم و احساسات هر ترانه هماهنگ کند.

## تصویر عمومی و تأثیر

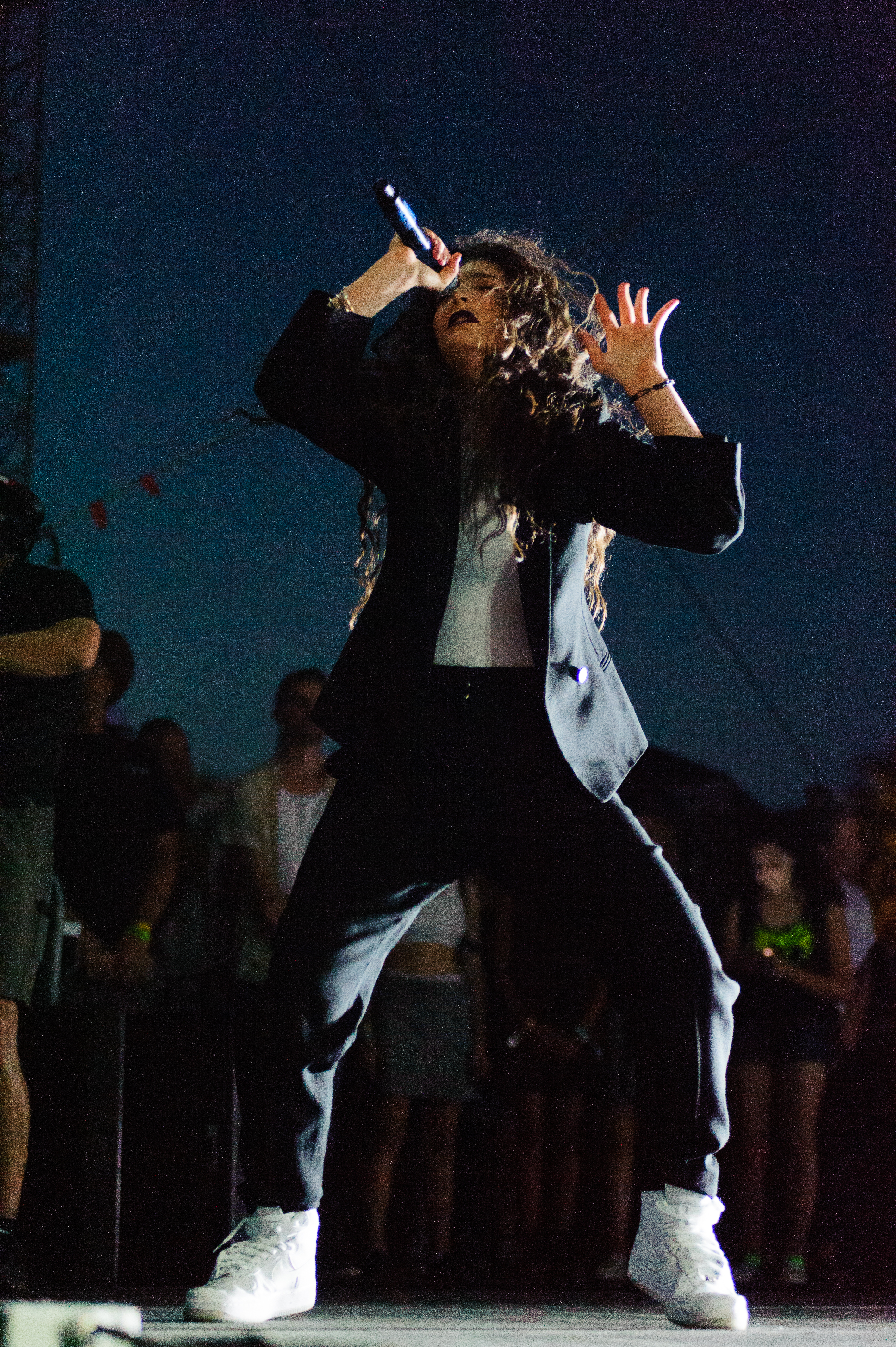
لرد بر روی صحنه برای رقص از پیش طرح‌ریزی‌نشده مشهور است که مخاطبان عقاید متفاوتی در مورد آن داشته‌اند.

نام هنری لرد، شیفتگی او به «سلطنتی‌ها و آریستوکراسی» را نشان می‌دهد؛ او یک «e» بعد از نام Lord (که احساس می‌کرد بیش از حد مردانه بود) اضافه کرد تا آن را زنانه‌تر سازد. او وجههٔ عمومی خود را به‌عنوان چیزی توصیف کرد که «خود به خود» به او رسید و با شخصیت واقعی خود همسان بود. لرد به‌عنوان فمینیست شناخته می‌شود. نیوزیلند هرالد عقیده داشت که ایدئولوژی فمینیستی لرد به‌دلیل بی‌علاقگی او به اجراهای جنسی، متمایز از هم عصرانش است. او در مصاحبه‌ای با مجلهٔ وی خود را «شخصی بسیار مثبت‌نگر» توصیف کرد و گفت «من هیچ مشکلی با کسی که برهنه شود ندارم. … فکر نمی‌کنم واقعاً به هر شکلی تکمیل‌کنندهٔ موسیقی من باشد یا به من کمک کند داستانی را بهتر بگویم».
بازخورد منتقدان به لرد به‌طور کلی مثبت است، به‌طوری که تحسین‌ها بر تکامل او هم از نظر موسیقایی و هم از نظر غنایی تمرکز دارد. نیویورک تایمز او را «اعجوبه پاپ» نامید که با حد و مرزها مطابقت نداشت و همواره به دنبال تجربه‌گرایی بود. بیلبورد با معرفی آثار او به رادیوی راک و آلترناتیو که سلطهٔ مردانه مرسومی را به خود دیده بود، لرد را به‌عنوان سخنگوی «احیای راک زنانه» به رسمیت شناخت. این نشریه همچنین در سرمقالهٔ سال ۲۰۱۳ از او به‌عنوان «ملکه جدید آلترناتیو» نام برد. روزنامه‌نگار رابرت کریستگاو علاقهٔ کمتری نسبت به سبک‌های لرد داشت و او را «یک دارایی پاپ» نامید که از دیگر هنرمندان جریان اصلی متمایز بود.
انتقاد لرد از فرهنگ جریان اصلی در قهرمان محض، عنوان «صدای نسلش» را برای او به ارمغان آورد. او این لقب را نادیده گرفت و گفت که «جوانان هرگز به سخنگوی خاصی نیاز نداشته‌اند». جان کارامانیکا که در نیویورک تایمز می‌نویسد، لرد را بابت ایجاد «موج شورش زنان» برای مخاطبان جریان اصلی که گرایش «ضدپاپ» را پذیرفته بودند، اعتبار می‌بخشد. رولینگ استون و ان‌پی‌آر با ارائهٔ دیدگاهی مشابه، آلبوم استودیویی آغاز به کار او، یعنی قهرمان محض را پایه و اساس این تحول دانستند. چندین تحلیل‌گر نیز به تأثیر لرد بر روند موسیقی دههٔ ۲۰۱۰ اشاره کردند و عقیده داشتند که او راه را برای نسل فعلی هنرمندان پاپِ متمایل به آلترناتیو هموار کرده‌است. او در نظرسنجی خوانندگان ان‌پی‌آر در سال ۲۰۱۸ از تأثیرگذارترین موسیقی‌دانان زن قرن بیست و یکم در رتبهٔ ۱۲ قرار گرفت. آثار او بر چندین هنرمند معاصر شامل بیلی آیلیش، اولیویا رودریگو، سابرینا کارپنتر، کنن گری، و تروی سیوان تأثیر گذاشته‌است.
شخصیت لرد روی صحنه، به‌ویژه رقص از پیش طرح‌ریزی‌نشدهٔ او، مورد توجه است. مخاطبان نظرات متفاوتی در مورد رقص او داشته‌اند. منتقدان حرکات رقص او را در مقایسه با اجراکنندگان معاصر «ضایع» توصیف کرده‌اند. د فیدر نوشت او باید به‌خاطر رقصش تجلیل شود، زیرا این رقص بدون تبعیت از فرم و «خودجوش‌تر» از طراحی رقص ساختاریافته است و به «شیوهٔ بیانی کاملاً متفاوتی صحبت می‌کند». این نشریه بیشتر توضیح داد که «حضور او بر روی صحنه تاثیرگذارتر از اجرای پاپ معمولی» است. شخصیت لرد در قسمت‌های ساوت پارک تحت عنوان «د سیسی» و «ریهاش» نقیضه شد. این قسمت‌ها به‌ترتیب در اکتبر و دسامبر ۲۰۱۴ پخش شدند.

## بشردوستی
لرد در چندین اهداف خیرخواهانه نقش داشته‌است. ترانهٔ «کلاب عشق» در آلبوم نیکوکاری ترانه‌هایی برای فیلیپین که در حمایت از مردم آسیب‌دیدهٔ فیلیپین از تیفون هایان گردآوری شده بود، قرار گرفت. در سال ۲۰۱۵، لرد تک‌آهنگ خیریهٔ «تیم بال پلیر ثینگ» را به عنوان بخشی از ابرگروه کیوی کیور باتن ضبط کرد. تمام مبلغ فروش این ترانه صرف تحقیقات برای درمان بیماری باتن، (نوعی اختلال عصبی کشنده) شد. بعدتر در همان سال، او در آلبوم گردآوری‌شدهٔ هنر صلح: ترانه‌هایی برای تبت ۲ به‌منظور جمع‌آوری بودجه برای حفظ فرهنگ تبت حضور یافت. سال بعد، لرد مبلغ ۲۰٫۰۰۰ دلار نیوزیلند به مؤسسهٔ خیریه نیوزیلندی به‌نام فوئل د نید که برای دانش‌آموزان محروم غذا تهیه می‌کند، اهدا کرد. در سال ۲۰۱۸، او به‌منظور تأمین بودجهٔ خرید «پنج مانیتور عصب‌پزشکی قابل حمل جدید»، ۵٫۰۰۰ دلار نیوزیلند به بیمارستان استارشیپ اهدا کرد. لرد در نوامبر ۲۰۱۸ یکی از حامیان میوزیک‌هلپز (پیش‌تر بنیاد موسیقی نیوزیلند) شد. این مؤسسه خیریهٔ موسیقی به نیوزیلندی‌هایی که در برابر مشکلات جدی سلامتی آسیب‌پذیر یا با آن‌ها مواجه هستند، کمک می‌کند.

## جوایز و دستاوردها
لرد پس از کسب موفقیت چشمگیر، چهار جایزه در جوایز موسیقی نیوزیلند برنده شد. تک‌آهنگ «سلطنتی‌ها» جایزهٔ سیلور اسکرول ای‌پی‌آرای و دو جایزهٔ گرمی در رشتهٔ بهترین اجرای پاپ تک‌نفره و ترانه سال کسب کرد. او به‌عنوان ترانه‌نویس «شراره‌های زرد آتش» نامزد دریافت جایزهٔ گلدن گلوب در رشتهٔ بهترین ترانه غیراقتباسی شد. آلبوم ملودراما در مراسم گرمی نامزد دریافت جایزهٔ آلبوم سال شد. لرد دو جایزهٔ بریت در رشتهٔ هنرمند انفرادی زن بین‌المللی دریافت کرده‌است. او علاوه بر این، یک جایزهٔ موسیقی بیلبورد، یک جایزهٔ موسیقی ویدئوی ام‌تی‌وی و سه جایزهٔ موسیقی ملل کسب کرده‌است. او تا ژوئن ۲۰۱۷ بیش از پنج میلیون آلبوم در سرتاسر جهان فروخته بود و بر اساس گواهی‌نامه‌ها ۱۵ میلیون نسخه از تک‌آهنگ‌هایش در ایالات متحده فروش داشته‌است.

## دیسکوگرافی
- قهرمان محض (۲۰۱۳)
- ملودراما (۲۰۱۷)
- سولار پاور (۲۰۲۱)
- باکره (۲۰۲۵)

## فیلم‌شناسی
| سال  | عنوان            | نقش  | توضیحات                        |
| ---- | ---------------- | ---- | ------------------------------ |
| ۲۰۱۷ | پخش زنده شنبه شب | خودش | قسمت: «اسکارلت جوهانسون / لرد» |

## تورها
- تور قهرمان محض (۲۰۱۳–۲۰۱۴)
- تور جهانی ملودراما (۲۰۱۷–۲۰۱۸)
- تور سولار پاور (۲۰۲۲–۲۰۲۳)